# Spion of Pionier
Spion of Pionier is een jeugdboek van de Nederlandse schrijver Klaas Norel. Het boek gaat over een jongeman die van 1581 tot 1588 dienstdoet op Portugese schepen om zo voor de Nederlanders te spioneren zodat ze zelf naar de Oost kunnen varen. Hij bezoekt zo Goa, de Molukken, China, Japan en het Midden-Oosten. Het boek is het tweede deel van een trilogie, waarvan het eerste deel Zarco de Zeevaarder is en het derde Secretaris op de vloot van Houtman.

## Inhoud
De Enkhuizer jongen Pieter Gerrits wil naar zee, maar moet van zijn vader naar het lyceum omdat die wil dat hij later bij hem in de zaak komt, een handelsbedrijfje in zuivelproducten. Uiteindelijk weet hij via de rector na zijn schooltijd een baan bij de reder Semeyns te krijgen als koopman, waarbij hij aan zijn vader de concessie doet te proberen diens boter en kaas in het buitenland te verkopen. Zo vaart hij op Riga, Danzig, Bremen, Londen, Rouen en La Rochelle. Ook stuurt Semeyns hem naar Lissabon om daar Oosterse producten in te kopen. Die verkoopt Semeyns vervolgens door in Oostzeelanden. Pieter bouwt een goede zakelijke relatie op met een Portugese Dom (edelman), Dom Gonzales.
In 1580 verovert Spanje Portugal. Hoewel koning Filips II de Hollandse handel nog tolereert omdat de Portugese economie daar grotendeels van afhankelijk is, zint het de Hollanders niet zo van Spanje afhankelijk te zijn voor hun eigen handel. Pieter Gerrits wordt door de reder Semeyns, regent Maelson en de zeevaartkundige en cartograaf Lucas Janszoon Waghenaer gevraagd in Portugese dienst te treden en zo voor Holland te spioneren, om zo alles van hen te weten te komen over de handelswegen en de handel in het Verre Oosten. Pieter stemt toe en vertrekt na afscheid te hebben genomen van zijn familie naar Lissabon.
Daar weigert Pieters zakenrelatie, Dom Gonzales, hem te helpen, en blijkt bovendien dat geschoolde functies voor Portugezen van adel gereserveerd zijn. Pieter neemt dan maar dienst als busschieter onder de valse naam Dirk Pomp op een schip naar Goa. Dit blijkt een verstandige voorzorgsmaatregel want Dom Gonzales had inmiddels de compagnie gewaarschuwd voor Pieter Gerrits. Dit betekent dat hij tussen de bemanning, die uit rapalje bestaat, moet bivakkeren. Tijdens de reis blijkt al snel dat de Portugese kraken van slechte kwaliteit zijn. Ze zijn weliswaar groot en goed bewapend, maar log en slecht wendbaar. Pieter houdt een dagboek bij en tekent kaartjes van de havens die hij aandoet. Na bijna als spion te zijn ontmaskerd weet hij met behulp van zijn Indiase vriend Pandit in het achterland van Goa onder te duiken.
Wanneer Pieter zeker weet dat ze hem in Goa zijn vergeten, werkt hij een tijd als opzichter in de factorij. Hier weet hij door hard en secuur werk het respect van het factorijhoofd Dom Alvarez af te dwingen. De jaloerse Portugese collega's proberen hem tevergeefs zwart te maken maar Pieters inheemse werkkrachten en zijn voorman Akbar nemen het voor hem op omdat hij altijd goed voor hen is geweest. Zo is Pieters naam gezuiverd, hoewel hij wel een tijd in de gevangenis was beland. Dom Alvarez bevordert Pieter tot hoofdopzichter, en Akbar tot opzichter onder hem.
Daarna monstert Pieter opnieuw aan op een schip, de eerste keer naar Ormoes (Hormuz), en de tweede keer voor de Molukken, China en Japan. Pieter is met name onder de indruk van het technologisch geavanceerde China, dat zelfs kanonnen bezit. In Japan laat hij zich rondleiden door een jezuïet. En in Bantam ontdekt Pieter dat de Portugezen in het Oosten niet zo'n goede reputatie hebben: ze proberen altijd het onderste uit de kan te halen en beginnen direct met schieten als ze hun zin niet krijgen. Mocht een ander land op betere voorwaarden handel willen komen drijven, zo zeggen de Bantammers, dan zijn de schepen van dat land van harte welkom. Pieter knoopt het goed in zijn oren. 
Terug in Goa blijkt een nieuwe onderkoning te zijn aangesteld, die een campagne tegen islamitische piraten en het Ottomaanse Rijk wil starten. De piraten worden immers steeds brutaler en opereren tot nabij Goa, terwijl de Ottomanen Ormoes hadden ingenomen. Een enorme vloot wordt klaargemaakt, en Pieter wordt gedwongen dienst te nemen als konstabel. De vloot bestaat echter uit logge kraken, en wordt inefficiënt bestuurd door de Portugese Doms. De Turken vluchten, maar wanneer de vloot hen achtervolgt in de Rode Zee wordt deze geplaagd door windstilte, hitte, honger, dorst en voortdurende Turkse aanvallen met galeien. De vloot trekt zich terug en vaart via Hadramaut naar Ormoes, dat ze nog met meer geluk dan wijsheid weten te heroveren. Wanneer de Doms een tweede aanval willen inzetten wordt de vloot door Turkse galeien aangevallen en dreigt grotendeels vernietigd te worden. De galeien zijn niet afhankelijk van de wind en veel sneller en wendbaarder, terwijl de Doms in paniek raken en niet samenwerken. De jonge kapitein, Fernando, weet samen met Pieter de Turken af te slaan en het schip en de vloot te redden. Hiervoor wordt Fernando door de stervende opperbevelhebber benoemd tot diens opvolger waarop deze Pieter tot officier benoemt. 
De jaloerse Doms werken hen echter tegen en maken beide bevorderingen in Goa ongedaan door te klagen bij de onderkoning en hen de schuld te geven van de mislukte campagne. Pieter trekt uit deze reis de conclusie dat de Portugese aristocratie en vriendjespolitiek het land verzwakt heeft, en dat Portugal bovendien ter zee veel minder voorstelt dan men had gedacht. Bekwame mannen als Fernando moeten het afleggen tegen de incompetente Doms omdat de laatste van adel zijn. Opnieuw moet Pieter onderduiken bij Pandit; deze keer samen met Fernando.
Pieter wil nu weer terug naar huis. Fernando is gedesillusioneerd geraakt en wil ook terug naar Portugal. Onder schuilnamen varen ze terug naar Portugal. Ook bij deze tocht blijkt weer hoe weinig zeewaardig de kraken zijn en hoe slecht ze worden geleid: de kapitein geeft geen leiding maar raakt in paniek bij een tropische storm en later bij een aanval van een Engels piratenschip. Het schip blijkt bovendien te log en te zwaar beladen. 
In Lissabon wordt Pieter gechanteerd door een Spaanse ambtenaar, en dwingt een Hollandse schipper van Semeyns daarom overhaast en voortijdig terug te keren. Terug in Enkhuizen brengt Pieter de eerste dagen door met zijn familie en zijn liefde Maartje Paludanus, tot Semeyns hem laat roepen. Hij is boos over Pieters handelwijze waardoor zijn schip lading heeft moeten achterlaten. Maar als Pieter zijn aantekeningen, kaarten, monsters van specerijen, thee en porselein laat zien, gaan Semeyns, Maelson en Waghenaer snel overstag. De monsters zijn van betere kwaliteit dan het beste dat ze bij de Portugezen kunnen kopen. Bovendien bedraagt de winstopslag van de Portugezen honderden procenten. Semeyns koopt Pieters specerijen tegen de in Europa gangbare marktprijs, waardoor hij meteen rijk is. De heren besluiten bij de Staten te pleiten voor het uitrusten van een vloot die naar het Verre Oosten, en dan met name de Specerij-eilanden, moet varen. En Pieter zal daarbij zeker van de partij zijn.

## Trivia
- Pieter Gerrits is losjes gebaseerd op Dirck Gerritsz. Pomp, die tussen 1566 en 1590 als kanonnier in Portugese dienst een aantal zeereizen naar het Verre Oosten maakte. De schuilnaam van Pieter, Dirk Pomp, verwijst evenals Pieters achternaam, naar dit historisch personage.
- Pieter is bij een tocht naar Lonthor ervan getuige dat de Lonthorese vorst contractbreuk pleegt door de aan de Portugezen beloofde specerijen aan een Chinese jonk te verkopen met als argument dat deze Chinees wel een redelijke prijs wil betalen en de Portugezen niet. De kapitein overweegt het dorp plat te schieten met de scheepskanonnen, waar Pieter ethische en morele bezwaren tegen heeft. In 1621 zou Jan Pieterszoon Coen echter de Lonthorezen nog harder aanpakken en genocide op hun plegen, ook uit handelsmotieven: het Bloedbad van Banda.